# Apache Papa 2.1(Part Scandal)
Apache Papa 2.1(Part Scandal) е вторият пореден албум на Акюз Ла Банкс обединява в себе си осем парчета в стил олд скул хип-хоп и R&B. Всички песни в албума са написани и продуцирани от Акюз Ла Банкс. Пилотният сингъл на албума е гангстерският рап Get Up.

## Траклист
1. „Ladies and Gentlemen“
2. „Approach Me Carefully“
3. „Get Up“
4. „My System Is On“ (O version)
5. „Feel Me“ (O version)
6. „Feel Me“ (China mix)
7. „I Need Ya“
8. „Your Days Are Numbered“